# Orchestra Sinfonica di Xalapa
L'Orchestra Sinfonica di Xalapa è un'orchestra messicana situata nella città di Xalapa, la capitale dello stato di Veracruz. Fu fondata nel 1929 ed è considerata la più antica orchestra sinfonica del Messico.

## Storia
L'orchestra fu fondata da Adalberto Tejeda Olivares, un mecenate delle arti, nel suo secondo incarico come Governatore dello stato di Veracruz. I membri furono reclutati dalla banda di stato e la prima esibizione dell'orchestra fu il 21 agosto 1929 nel "Teatro Lerdo" della città di Xalapa.
Nella sua prima esibizione l'orchestra comprendeva 19 suonatori di archi, 16 suonatori di legni, 3 percussionisti e un pianista, sotto la direzione del primo violino Juan Lomán y Bueno.
Nel 1975 l'Orchestra Sinfonica di Xalapa entrò a far parte dell'Universidad Veracruzana.
Dal 1929 l'Orchestra Sinfonica di Xalapa suona con prestigiosi direttori e solisti come Hermann Scherchen, Fritz Reiner, Neeme Järvi, Julián Carrillo, Jose Iturbi, Bruno Campanella, Eduardo Mata, Yoel Levi, Fabio Mechetti, Krzysztof Penderecki, Pierre Fournier, Horacio Gutiérrez, Claudio Arrau, Mstislav Rostropovič, Henryk Szeryng, Ėmil' Gilel's, Ruggiero Ricci, Michael Rabin, Alfred Brendel, Plácido Domingo, Andrea Bocelli, Vladimir Spivakov, Grant Johannesen, Jeffery Meyer ed altri.
A livello nazionale l'OSX ha ospitato importanti eventi nella vita artistica del Messico, tra cui il Festival e Concorso internazionale di violoncello Pablo Casals (1959), con il leggendario Pablo Casals, insieme a Heitor Villa-Lobos, André Navarra, Zara Nelsova e Mstislav Rostropovich, tra gli altri. L'orchestra ha rappresentato il Messico nell'Europalia Festival (1993) e ha fatto tournée internazionali in Belgio, Paesi Bassi, Lussemburgo, Germania e Guatemala, diventando il "miglior ambasciatore della musica e della creazione messicana".
Il 25 agosto 2013 l'Orchestra Sinfonica di Xalapa ha eseguito il primo concerto nella sua nuova sala da concerto presso il Centro Cultural Tlaqná, con 1.285 posti. Tlaqná ha altre due sale da concerto minori, con 350 e 200 posti.

## Direttori
- Juan Lomán y Bueno fu il primo direttore dell'orchestra
- José Ives Limantour (1944-1952)
- Luis Ximénez Caballero (1952-1962)
- Francisco Savín (1963-1967)
- José Ives Limantour (1967-1969)
- Fernando Avila Navarro (1969-1975)
- Luis Herrera de la Fuente (1975-1984)
- Francisco Savín (1984-1986)
- Enrique Diemecke (1986-1987)
- José Guadalupe Flore (1987-1990)[5]
- Francisco Savín (1990-2001)
- Carlos Miguel Prieto (2002-2008)
- Fernando Lozano Rodríguez (2008-2012)
- Lanfranco Marcelletti (dal 2012)